# 平戸市立平戸小学校
平戸市立平戸小学校（ひらどしりつ ひらどしょうがっこう、Hirado City Hirado Elementary School）は、長崎県平戸市岩の上町にある公立小学校。

## 概要
歴史
1874年（明治7年）に開校した「第五大学区第四中学区平戸小学校」を前身とする。2009年（平成21年）に創立135周年を迎えた。
校訓
「夢・創る・思いやり・負けるな」
校区
中学校区は平戸市立平戸中学校。

## 沿革
- 1874年（明治7年）
  - 6月 - 平戸小学校が設立される。
  - 9月19日 - 平戸藩武射跡に「第五大学区第四中学区平戸小学校」が開校。
- 1880年（明治13年）- 田助小学校を田助分校とする。
- 1884年（明治17年）- 「平戸学区公立上等平戸小学校」に改称。
- 1885年（明治18年）
  - 5月 - 「平戸学区公立上等平戸女児小学校」を新たに設置し、男女別学を開始。
  - 9月1日 - 度島に多久島分校を設置。
- 1886年（明治19年）4月1日 - 小学校令が施行される。
  - 男子校を「尋常平戸小学校」、女子校を「尋常女児平戸小学校」と改称。またこれとは別に「第十四高等小学校」が設置される。
  - 田助分校を田助分舎とする。
- 1889年（明治22年）4月1日 - 町村制の施行により、平戸町村組合立の小学校となる。
- 1894年（明治26年）
  - 3月31日 - 第十四高等小学校が廃止される。
  - 4月1日
    - 小学校令の一部改正により、男子校を「平戸尋常小学校」、女子校を「平戸尋常女児小学校」と改称（「尋常」位置が変わる[1]）。田助分舎を田助分校とする。
    - 第十四高等小学校の廃止に伴い、「一町四ヶ村組合立平戸高等小学校」が設置される。
- 1895年（明治28年）4月 - 多久島分校が分離し、「度島尋常小学校」として独立。
- 1896年（明治29年）
  - 4月 - 度島尋常小学校が再び度島分教場となる。
  - 8月 - 平戸尋常女児小学校を統合し、平戸尋常小学校女子部とする。
- 1901年（明治34年）5月1日 - 田助分校が分離し、「田助尋常小学校」（現・平戸市立田助小学校）として独立。
- 1902年（明治35年）9月 - 従来の平戸町村組合（平戸町と平戸村の組合）を解消し、平戸尋常小学校を廃止。
  - 平戸町は「平戸町尋常小学校」を、平戸村は「平戸尋常小学校」を設置。
- 1904年（明治37年）
  - 3月1日 - 一町四ヶ村組合立平戸高等小学校が廃止される。
  - 4月1日
    - 平戸町尋常小学校が、高等科を併置し、「平戸町尋常高等小学校」となる。
    - 平戸（村）尋常小学校が、男子校と女子部に分立の上、高等科を併置し、「平戸尋常高等小学校」と「平戸女児尋常高等小学校」となる。
- 1906年（明治39年）4月10日 - 再び度島分教場が「度島尋常小学校」（現・平戸市立度島小学校）として独立。
- 1908年（明治41年）4月1日 - 小学校令の一部改正により、義務教育期間が尋常科4年から尋常科6年に延長される。
- 1913年（大正2年）3月31日 - 平戸女児尋常高等小学校を廃止し、平戸尋常高等小学校に統合。
- 1925年（大正14年）4月1日 - 平戸村と平戸町が合併し、新・平戸町が発足。これに伴い、小学校も統合され、新「平戸尋常高等小学校」が発足。
- 1941年（昭和16年）4月1日 - 国民学校令により、「平戸町平戸国民学校」に改称。
- 1947年（昭和22年）4月1日 - 学制改革（六・三制の実施）
  - 旧・平戸国民学校の初等科が改組の上、「平戸町立平戸小学校」となる。
  - 旧・平戸国民学校の高等科は「平戸町立平戸中学校」（新制中学校）となる。
- 1955年（昭和30年）1月1日 - 平戸町が市制施行で平戸市になったことにより、「平戸市立平戸小学校」（現校名）に改称。
- 1964年（昭和39年）4月18日 - 校舎（現・第3校舎）が完成。
- 1975年（昭和50年）3月31日 - 体育館と校舎（現・第2校舎）が完成。
- 1976年（昭和51年）3月31日 - 校舎（現・第1校舎）と運動場が完成。
- 1977年（昭和52年）5月31日 - 運動場が完成。
- 1984年（昭和59年）11月20日 - 金管バンドを結成。
- 1986年（昭和61年）9月3日 - プールが完成。
- 2004年（平成16年）1月26日 - 二宮金次郎像が建立。
- 2010年（平成22年）4月1日 - 特別支援学級を開設。
- 2023年（令和５年）年度末 -  部員減少のため、金管バンドを廃部。

## アクセス
最寄りのバス停
- 西肥バス 「平戸新町」バス停

最寄りの国道・県道
- 国道383号

## 周辺
- 平戸市役所
- 法務局平戸支局
- 平戸税務署
- 長崎県立猶興館高等学校
- 平戸郵便局
- 長崎県警察 平戸警察署
- 平戸城

## 同名の小学校
- 横浜市立平戸小学校 （神奈川県 横浜市）

## 参考資料
- 「平戸郷土誌」（平戸尋常高等小学校（平戸村）著, 1917年（大正6年）10月5日発行）p.93-p.94 - 国立国会図書館近代デジタルライブラリー コマ番号56-57

## 関連事項
- 長崎県小学校一覧